# Tenkana jayamangali
Espèce
Tenkana jayamangali est une espèce d'araignées aranéomorphes de la famille des Salticidae.

## Distribution
Cette espèce est endémique du Karnāṭaka en Inde,. Elle se rencontre vers Tumkur et Bangalore.

## Description
Le mâle holotype mesure 5,18 mm et la femelle paratype 5,24 mm.

## Systématique et taxinomie
Cette espèce a été décrite en 2024 par John T. D. Caleb (d) et Kiran Marathe (d) dans une publication coécrite avec Wayne P. Maddison (d), B. G. Nisha (d), Chinmay C. Maliye (d), Y. T. Lohit (d) et Krushnamegh Kunte (d).

### Étymologie
Son nom d'espèce lui a été donné en référence au lieu de sa découverte, la rivière Jayamangali (ca) (district de Tumkur, État du Karnataka).

### Publication originale
- (en) Kiran Marathe, John T. D. Caleb, Wayne P. Maddison, B. G. Nisha, Chinmay C. Maliye, Y. T. Lohit et Krushnamegh Kunte, « Tenkana, a new genus of jumping spiders (Salticidae, Plexippina) from South Asia, with the new Indian species Tenkana jayamangali », ZooKeys, Bulgarie, vol. 1215,‎ 11 octobre 2024, p. 91-106 (ISSN 1313-2989, e-ISSN 1313-2970, DOI 10.3897/zookeys.1215.133522, lire en ligne, consulté le 29 octobre 2024).